# Christo Iliew
Christo Bristow Iliew (bułg. Христо Бристов Илиев, ur. 11 maja 1936 w Sofii, zm. 24 marca 1974) – bułgarski piłkarz grający na pozycji napastnika. W swojej karierze rozegrał 24 mecze w reprezentacji Bułgarii, w których strzelił 9 goli.

## Kariera klubowa
Swoją karierę piłkarską Iliew rozpoczął w klubie Lewski Sofia. W 1954 roku zadebiutował w nim w pierwszej lidze bułgarskiej. W Lewskim grał do 1959 roku. W tym okresie wywalczył dwa mistrzostwa kraju w latach 1956 i 1958 oraz zdobył trzy Puchary Armii Sowieckiej (1956, 1957, 1959). W 1957 roku z 14 golami był królem strzelców ligi.
W 1959 roku Iliew przeszedł do Botewu Płowdiw. Grał w nim przez dwa lata, a następnie wrócił do Lewskiego. W 1965 i 1968 roku dwukrotnie został z nim mistrzem kraju, a w 1967 roku zdobył kolejny Puchar Armii Sowieckiej. W 1968 roku zakończył swoją karierę.
24 marca 1974 Iliew zginął w wypadku samochodowym.

## Kariera reprezentacyjna
W reprezentacji Bułgarii Iliew zadebiutował 26 czerwca 1955 roku w zremisowanym 1:1 towarzyskim spotkaniu z Polską. W 1960 roku zagrał na igrzyskach olimpijskich w Rzymie. W 1962 roku został powołany do kadry Bułgarii na mistrzostwa świata w Chile. Zagrał na nich w jednym meczu, z Argentyną (0:1). Od 1955 do 1963 roku rozegrał w kadrze narodowej 24 mecze i strzelił w nich 9 goli.
| Mecze i gole w reprezentacji | Mecze i gole w reprezentacji | Mecze i gole w reprezentacji | Mecze i gole w reprezentacji | Mecze i gole w reprezentacji | Mecze i gole w reprezentacji | Mecze i gole w reprezentacji |
| #                            | Data                         | Stadion                      | Rywal                        | Wynik                        | Gol                          | Rozgrywki                    |
| 1955                         | 1955                         | 1955                         | 1955                         | 1955                         | 1955                         | 1955                         |
| ---------------------------- | ---------------------------- | ---------------------------- | ---------------------------- | ---------------------------- | ---------------------------- | ---------------------------- |
| 1.                           | 26.06.1955                   | Sofia, Bułgaria              | Polska                       | 1:1                          | 0                            | towarzyski                   |
| 1957                         |                              |                              |                              |                              |                              |                              |
| 2.                           | 23.06.1957                   | Budapeszt, Węgry             | Węgry                        | 4:1                          | 0                            | el. MŚ 1958                  |
| 3.                           | 21.07.1957                   | Sofia, Bułgaria              | ZSRR                         | 0:4                          | 0                            | towarzyski                   |
| 4.                           | 03.11.1957                   | Sofia, Bułgaria              | Norwegia                     | 7:0                          | 3                            | el. MŚ 1958                  |
| 5.                           | 25.12.1957                   | Paryż, Francja               | Francja                      | 2:2                          | 0                            | towarzyski                   |
| 1958                         |                              |                              |                              |                              |                              |                              |
| 6.                           | 06.12.1959                   | São Paulo, Brazylia          | Brazylia                     | 1:3                          | 0                            | towarzyski                   |
| 1960                         |                              |                              |                              |                              |                              |                              |
| 7.                           | 10.07.1960                   | Sofia, Bułgaria              | NRD                          | 2:0                          | 1                            | towarzyski                   |
| 8.                           | 26.08.1960                   | Grosseto, Włochy             | Turcja                       | 3:0                          | 1                            | IO 1960                      |
| 9.                           | 01.09.1960                   | Rzym, Włochy                 | Jugosławia                   | 3:3                          | 0                            | IO 1960                      |
| 10.                          | 27.11.1960                   | Sofia, Bułgaria              | Turcja                       | 2:1                          | 1                            | towarzyski                   |
| 11.                          | 11.12.1960                   | Paryż, Francja               | Francja                      | 0:3                          | 0                            | el. MŚ 1962                  |
| 1961                         |                              |                              |                              |                              |                              |                              |
| 12.                          | 16.06.1961                   | Helsinki, Finlandia          | Finlandia                    | 2:0                          | 1                            | el. MŚ 1962                  |
| 13.                          | 29.10.1961                   | Sofia, Bułgaria              | Finlandia                    | 3:1                          | 0                            | el. MŚ 1962                  |
| 14.                          | 12.11.1961                   | Sofia, Bułgaria              | Francja                      | 1:0                          | 1                            | el. MŚ 1962                  |
| 15.                          | 16.12.1961                   | Mediolan, Włochy             | Francja                      | 1:0                          | 0                            | el. MŚ 1962                  |
| 16.                          | 24.12.1961                   | Bruksela, Belgia             | Belgia                       | 0:4                          | 0                            | towarzyski                   |
| 1962                         |                              |                              |                              |                              |                              |                              |
| 17.                          | 06.05.1962                   | Wiedeń, Austria              | Austria                      | 0:2                          | 0                            | towarzyski                   |
| 18.                          | 30.05.1962                   | Rancagua, Peru               | Argentyna                    | 0:1                          | 0                            | MŚ 1962                      |
| 19.                          | 30.09.1962                   | Sofia, Bułgaria              | Polska                       | 2:1                          | 0                            | towarzyski                   |
| 20.                          | 07.11.1962                   | Sofia, Bułgaria              | Portugalia                   | 3:1                          | 0                            | el. ME 1964                  |
| 21.                          | 25.11.1962                   | Sofia, Bułgaria              | Austria                      | 1:1                          | 0                            | towarzyski                   |
| 22.                          | 16.12.1962                   | Lizbona, Portugalia          | Portugalia                   | 1:3                          | 1                            | el. ME 1964                  |
| 1963                         |                              |                              |                              |                              |                              |                              |
| 23.                          | 06.01.1963                   | Algier, Algieria             | Algieria                     | 1:2                          | 0                            | towarzyski                   |
| 24.                          | 23.01.1963                   | Rzym, Włochy                 | Portugalia                   | 1:0                          | 0                            | el. ME 1964                  |